# Milan Mihajlo Šarić
Mihajlo Milan Šarić (* Osijek, 25. rujna 1875. - † Pakrac, 18. kolovoza 1913.) - književnik i sudionik pokreta mladih hrvatskih pisaca u Pragu.
Šarić se rodio 1875. u Osijeku, najvećem gradu Slavonije, koja je tada kao i cijela Hrvatska bila pod Austro-Ugarskom monarhijom.
Godine 1875., Šarić je kao mladi student sudjelovao na paljenju mađarske zastave za posjeta austrijskog cara. Nakon uhićenja, Milan Šarić bio je doživotno izbaćen sa Zagrebačkog sveučilišta; kao i puno njegovih kolega zmeđu njima i Stjepan Radić.
Nakon toga je Milan Šarić nastavio svoj studij filozofije u Pragu. Tamo je skupa s ostalim prijateljima istog mišljenja kao što su bili: (Živan Bertić, Milan Heimrl, Svetimir Korporić, Franjo Poljak i glavni urednik František Hlavaček) osnovao časopis "Hrvatska misao - list za književna, politička i socijalna pitanja".
U tom časopisu je Milan napisao najoštriju kritiku tadašnje hrvatske literature "Naša književnost", gdje je najviše kritizirao preveliku ulogu aristokracije u literaturi i premalu ulogu naroda.
Iako je taj časopis izgledao i zvučio kao časopis za književnost i kulturu, takve članke se skoro nikad nije našlo unutar njega. To dokazuje skoro utilitarističko mišljenje tih književnika, koji su upozoravali na nužnost "korijenitih promjena", oslobođenja od Austro- ugarskog imperijalizma "u duhu južnoslavenske uzajamnosti". Zato su dali časopisu jako brzo i podnaslov "list sjedinjene hrvatske, srpske i slovenske mladine za književna, politička i socijalna pitanja". Nakon osam brojeva, časopis je bio zabranjen zbog "socijalističkih i anarhističkih tendencija".
Godine 1902., su ga isti pisci osnovali s glavnim izdavačem Stjepanom Radićem.
Šarić se brzo odvojio od književnosti napišući nekoliko socijalnih studija, kao na primjer "Studija slavonskog naroda" i "Život i rad dra Ante Starčevića.
Kada je dobio tuberkulozu, Milan Mihajlo Šarić je odselio kod svoje sestre u Slavoniju, gdje je s 38 godina umro.